# Some Kind of Wonderful
Some Kind of Wonderful är en film från 1987 i regi av Howard Deutch. Manuset är skrivet av John Hughes. Rollerna spelas av bland andra Eric Stoltz, Lea Thompson och Mary Stuart Masterson.

## Rollista
- Eric Stoltz - Keith Nelson
- Mary Stuart Masterson - Watts
- Lea Thompson - Amanda Jones
- Craig Sheffer - Hardy Jenns
- John Ashton - Cliff Nelson
- Elias Koteas - Duncan
- Molly Hagan - Shayne
- Maddie Corman - Laura Nelson
- Jane Elliot - Carol Nelson
- Candace Cameron - Cindy Nelson
- Chynna Phillips - Mia
- Scott Coffey - Ray